# Pedro Pereira
Pedro Ozório Pereira ou simplesmente Pedro Pereira (Canguçu, 31 de agosto de 1953) é um médico e político brasileiro, filiado ao Partido da Social Democracia Brasileira (PSDB).

## Biografia

### Formação e carreira médica
Pedro Pereira é natural de Canguçu, município localizado na região sul do Rio Grande do Sul. Formou-se em Medicina pela Universidade Federal de Pelotas (UFPel) em 1983, tendo mais de 40 anos de atuação como médico. Sua formação médica influenciou diretamente sua atuação política, especialmente em projetos relacionados à saúde pública.

## Carreira política
Nas eleições municipais de Canguçu em 1992, foi eleito vereador pelo PDS com 885 votos.
Nas eleições municipais de Canguçu em 1996, foi reeleito vereador, agora pelo PSDB com 1.168 votos, candidato ao cargo mais votado nessa eleição.
Nas eleições estaduais de 1998, concorreu ao cargo de deputado federal pelo PSDB conseguindo 22.357 votos, ficando como suplente.
Nas eleições municipais de Canguçu em 2000, concorreu ao cargo de vice-prefeito  pelo PSDB, na chapa encabeçada por Dr. Ernesto do PMDB, conseguindo 15.682 votos, ficando em segundo lugar,  o prefeito eleito foi Odilon Mesko do PPB com 16.185 votos e em terceiro e último lugar ficou César Fernando Schiavon Aldrighi do PT com 2.188 votos.
Nas eleições estaduais de 2002, concorreu ao cargo de deputado estadual pelo PSDB conseguindo 18.708 votos, ficando como suplente.
Nas eleições municipais de Canguçu em 2004, concorreu ao cargo de prefeito pelo PSDB conseguindo 12.827 votos e ficando em segundo lugar, o eleito foi Cássio Mota do PP com 13.200 votos, em terceiro ficou Conrado Bento do PMDB com 7.000 votos e em quarto e último lugar Dario Neutzling do PT com 2.997 votos.
Nas eleições estaduais de 2006, foi eleito deputado estadual pelo PSDB à Assembleia Legislativa do Rio Grande do Sul na 52ª legislatura (2007 — 2011), conseguindo 28.733 votos.
Nas eleições municipais de Canguçu em 2008, concorreu ao cargo de vice-prefeito  pelo PSDB, na chapa encabeçada por Nilso Pinz, também do PSDB, conseguindo 7.925 votos, ficando em terceiro e último lugar,  o prefeito Cássio Mota do PP concorreu a reeleição e ganhou com 18.334 votos e em segundo lugar ficou Luiz Carlos Valente da Silveira do PMDB com 9.131 votos.
Nas eleições estaduais de 2010 foi reeleito deputado estadual para 53ª legislatura (2011 — 2015) com 38.268 votos.
Ainda em 2010, foi um dos Deputados Estaduais do Rio Grande do Sul que votou a favor do aumento de 73% nos próprios salários em dezembro, fato esse que gerou uma música crítica chamada "Gangue da Matriz" composta e interpretada pelo músico Tonho Crocco, que fala em sua letra os nomes dos 36 deputados (inclusive o de Pedro Pereira) que foram favoráveis a esse autoconcedimento salarial; Giovani Cherini como presidente da Assembleia Legislativa do Rio Grande do Sul na ocasião entrou com uma representação contra o músico, Cherini falou que era um crime contra honra e o título era extremamente agressivo e fazia referência a criminosos que mataram o jovem Alex Thomas, na época Adão Villaverde que se tornou o sucessor na presidência da Assembleia Legislativa, expressou descontentamento discordando da decisão de Cherini, mas em agosto do mesmo ano o próprio Giovani Cherini ingressou com petição pedindo o arquivamento contra o músico com a alegação que não era vítima no processo (seu nome não aparecia na letra, pois como presidente do parlamento gaúcho na ocasião não podia votar) e que defendia a liberdade de expressão, na época Tonho recebeu apoio de uma loja que espalhou 20 outdoors pela capital Porto Alegre e também imenso apoio por redes sociais.
Nas eleições estaduais de 2014, foi outra vez reeleito deputado estadual à Assembleia Legislativa do Rio Grande do Sul na 54ª legislatura (2015 — 2019) pelo PSDB com 43.535 votos.
Nas eleições estaduais de 2018 foi novamente reeleito para 55ª legislatura (2019 — 2023) com 32.290 votos.
Nas eleições estaduais de 2022 foi reeleito pelo PSDB com 31.255 votos,  ao cargo de deputado estadual à uma cadeira na Assembleia Legislativa do Rio Grande do Sul para a 56ª legislatura (2023 — 2027).

## Atuação parlamentar

### Principais projetos e leis
Pedro Pereira é autor de diversos projetos de lei e proposições na Assembleia Legislativa do Rio Grande do Sul. Entre suas principais iniciativas, destacam-se:
- Lei que acabou com o pagamento de aposentadoria dos ex-governadores e viúvas que recebiam pensão vitalícia, gerando economia de aproximadamente R$ 6 milhões por ano aos cofres públicos.[1]
- Projeto que limita a remuneração dos dirigentes das entidades do sistema financeiro do Estado, incluindo presidentes e diretores de empresas públicas, autarquias e fundações (PL 396/2019).
- Lei que regulamenta a colheita do pinhão no Rio Grande do Sul.
- Lei que prevê a implantação de sistema de energia solar fotovoltaica em prédios públicos de propriedade do Estado.
- Lei que estabelece que os municípios gaúchos criem comitês de prevenção para tratamento ao Câncer de Próstata.
- Lei que acaba com a cobrança de boletos bancários aos usuários de serviços.
- Projeto que isenta do pagamento de ICMS de luz, água, telefone e gás as Santas Casas e Hospitais Filantrópicos (PL 121/2015).
- Projeto que estende o direito à vacinação gratuita da gripe H1N1 para além dos grupos tradicionais (PL 74/2019).
- Projeto que institui disciplina teórica no ensino médio para tratar da educação para o trânsito nas vias públicas (PL 389/2019).
- Projeto que cria sistema de vigilância por câmeras no Sistema Estadual de Transporte Público Intermunicipal de Passageiros de Longo Curso (PL 296/2017).
- Projeto que isenta do pagamento de pedágio em rodovias estaduais pessoas com deficiência física congênita ou adquirida (PL 163/2016).

Em seu quinto mandato como deputado estadual, Pedro Pereira apresentou dois novos projetos de lei em 2023:
- Projeto que inclui o índice de massa corpórea (IMC) em todos os prontuários médicos de pacientes adultos, buscando ajudar no combate à obesidade (PL 211/2023).
- Projeto que isenta o pagamento de pedágio aos veículos de coleção durante os finais de semana e feriados (PL 210/2023).

### Comissões parlamentares
Pedro Pereira integra a Comissão Especial do Piso Nacional da Enfermagem e Condições de Trabalho dos Profissionais, onde defende o cumprimento da lei do piso da Enfermagem no Rio Grande do Sul.
O parlamentar também foi idealizador da matéria que originou a Emenda Constitucional proposta pelo governo do Estado que separou administrativamente e financeiramente o Corpo de Bombeiros Militar da Brigada.

## Desempenho eleitoral
| Ano  | Eleição                       | Cargo             | Partido | Votos        | Resultado  |
| ---- | ----------------------------- | ----------------- | ------- | ------------ | ---------- |
| 1992 | Municipal de Canguçu          | Vereador          | PDS     | 885 votos    | Eleito     |
| 1996 | Municipal de Canguçu          | Vereador          | PSDB    | 1.168 votos  | Reeleito   |
| 1998 | Estadual do Rio Grande do Sul | Deputado Federal  | PSDB    | 22.357 votos | Suplente   |
| 2000 | Municipal de Canguçu          | Vice-prefeito     | PSDB    | 15.682 votos | Não eleito |
| 2002 | Estadual do Rio Grande do Sul | Deputado Estadual | PSDB    | 18.708 votos | Suplente   |
| 2004 | Municipal de Canguçu          | Prefeito          | PSDB    | 12.827 votos | Não eleito |
| 2006 | Estadual do Rio Grande do Sul | Deputado Estadual | PSDB    | 28.733 votos | Eleito     |
| 2008 | Municipal de Canguçu          | Vice-prefeito     | PSDB    | 7.925 votos  | Não eleito |
| 2010 | Estadual do Rio Grande do Sul | Deputado Estadual | PSDB    | 38.268 votos | Reeleito   |
| 2014 | Estadual do Rio Grande do Sul | Deputado Estadual | PSDB    | 43.535 votos | Reeleito   |
| 2018 | Estadual do Rio Grande do Sul | Deputado Estadual | PSDB    | 32.290 votos | Reeleito   |
| 2022 | Estadual do Rio Grande do Sul | Deputado Estadual | PSDB    | 31.255 votos | Reeleito   |